# Protestos na Nicarágua em 2018
Uma mulher segurando a Bandeira da Nicarágua perto duma barricada em chamas.

Grandes multidões manifestando-se em Manágua.

Os Protestos na Nicarágua em 2018 são manifestações que começaram em 18 de abril de 2018, quando manifestantes em várias cidades da Nicarágua começaram a fazer protestos contra as reformas da seguridade social decretadas pelo presidente Daniel Ortega, que aumentaram os impostos e diminuíram os benefícios. Após cinco dias de agitação em que quase trinta pessoas foram mortas, Ortega anunciou o cancelamento das reformas. No entanto, a oposição cresceu condenando Ortega e exigindo sua renúncia, tornando-se um dos maiores protestos na história de seu governo e o conflito civil mais mortífero desde o fim da Revolução Sandinista. Em 29 de setembro de 2018, as manifestações políticas foram declaradas ilegais pelo presidente Ortega.
Como resultado da agitação, o parlamento Europeu pediu uma eleição antecipada, apesar do fato de que Ortega foi reeleito inconstitucionalmente pela terceira vez consecutiva em 2016 numa eleição que não permitiu a presença de organizações internacionais. O governo Sandinista permitiu apenas alguns Funcionários da OEA (Organização dos Estados Americanos).